# Phalanta phalantha
Espèce
Phalanta phalantha est une espèce de lépidoptères (papillons) de la famille des Nymphalidae, de la sous-famille des Heliconiinae et du genre Phalanta.

## Dénomination
Phalanta phalantha (Dru Drury, 1773)
Synonymes : Atella phalantha, Papilio phalantha (Drury, 1773), Papilio columbina (Cramer, 1779).

### Noms vernaculaires
Phalanta phalantha  se nomme en anglais Common Leopard.

### Sous-espèces

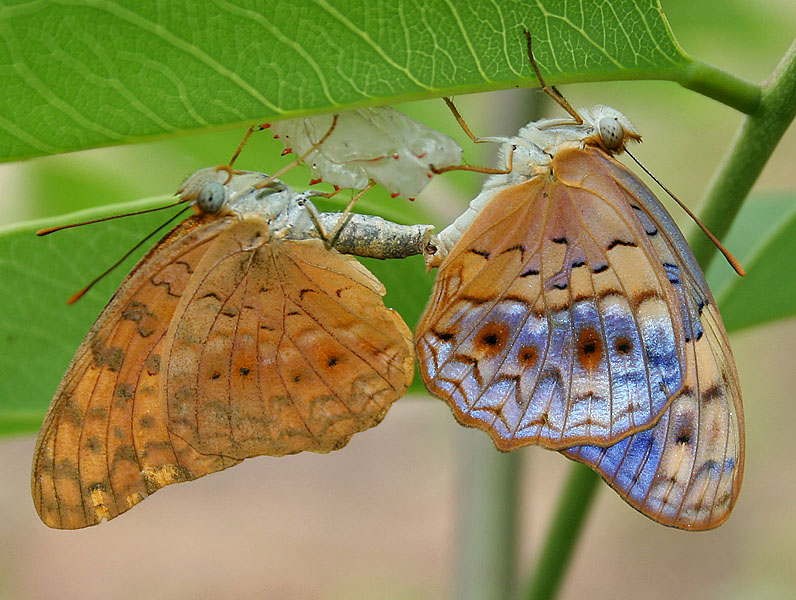
Phalanta phalantha

- Phalanta phalantha phalantha dans le sud de l'Asie, en Inde, Malaisie, au Sri Lanka, en Birmanie, à Ceylan, au Japon et en Australie
- Phalanta phalantha aethiopica (Rothschild et Jordan, 1903) le Common Leopard Fritillary en Afrique tropicale, à Madagascar, aux Seychelles et aux Comores.
- Phalanta phalantha araca (Waterhouse et Lyell, 1914) à Darwin.
- Phalanta phalantha columbina (Cramer) sud de la Chine et Taïwan.
- Phalanta phalantha granti (Rothschild et Jordan, 1903)
- Phalanta phalantha luzonica (Fruhstofer) aux Philippines[1].

## Description
C'est un papillon de taille moyenne avec une envergure de 50 à 55 mm, aux ailes de couleur orange à fauve parsemées de points marron à noirs et aux ailes bordées d'un feston de même couleur. Le dessous du papillon est plus brillant que la partie supérieure et les deux sexes sont très semblables. En saison sèche, il a une face inférieure plus brillante.

### Chenille
Sa chenille qui est d'abord verte puis brune, présente des épines de plus en plus longues et divisées à chaque stade.

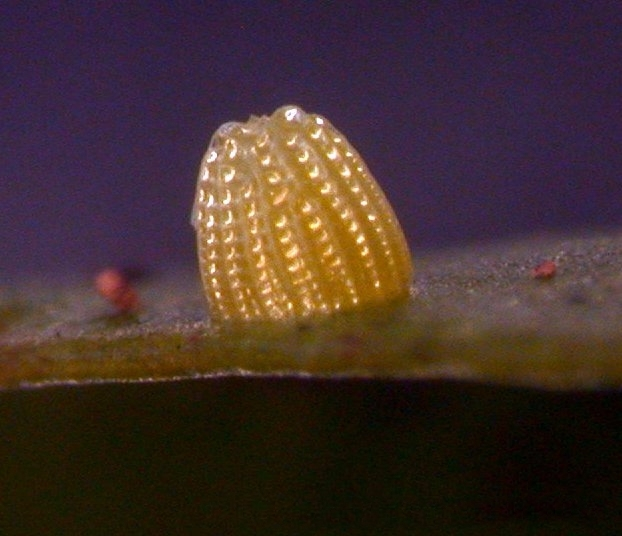
Œufs
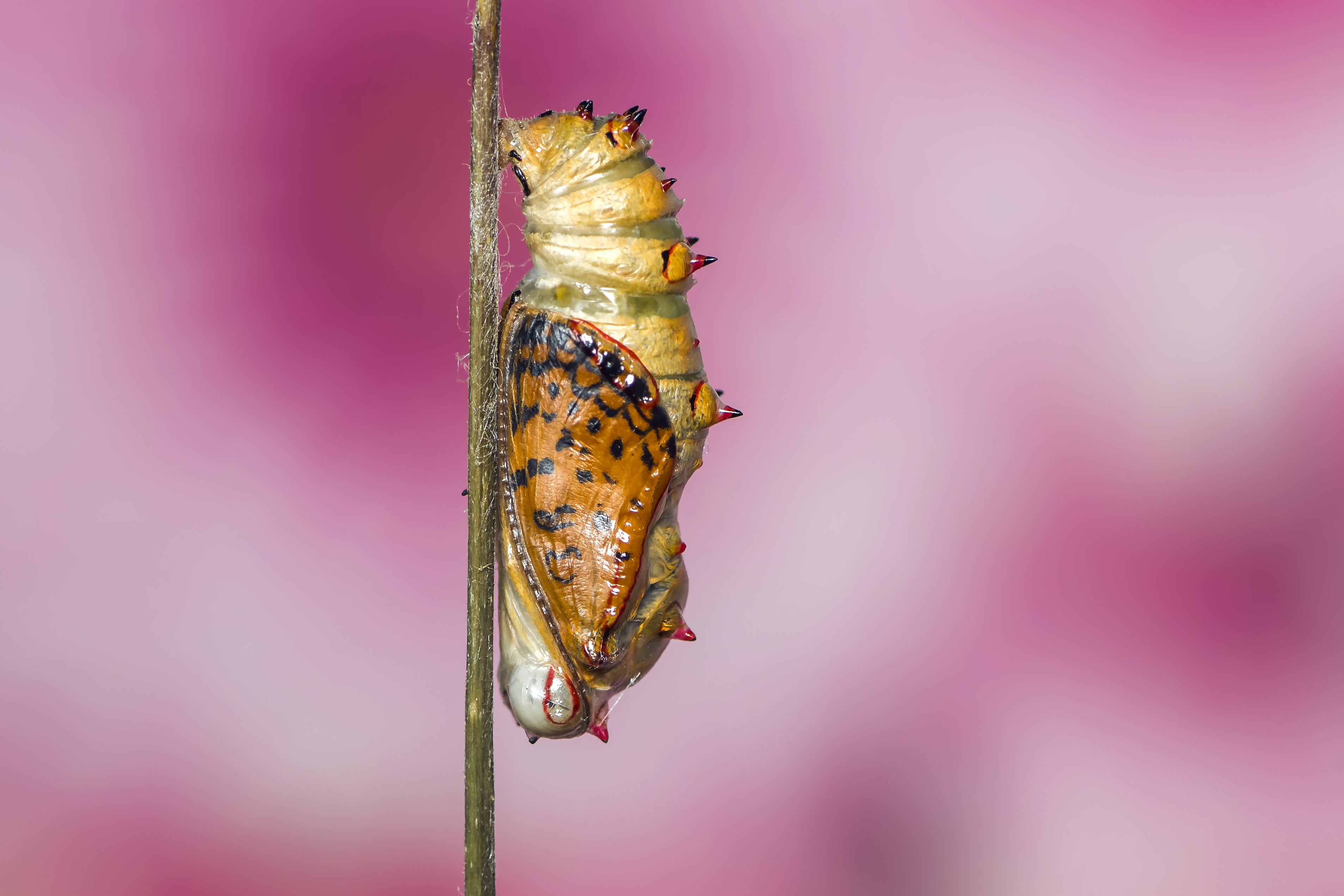
Pupe
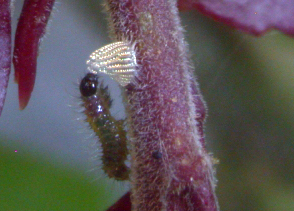
Chenille

## Biologie
C'est un migrateur.

### Plantes hôtes
Ses plantes hôtes sont diverses : des Acanthaceae, Compositae, Flacourtiaceae, Primulaceae, Salicaceae, Rubiaceae, Violaceae et différentes plantes comme Barleria prionitis, Canthium parviflorum, Coffea arabica, Dovyalis caffra, Dovyalis gardnerii, Dovyalis hebecarpa, Dovyalis macrocalyx, Dovyalis rotundifolia, Flacourtia indica, Flacourtia inermis, Flacourtia jangomas, Flacourtia montana, Flacourtia ramontchii, Mangifera indica, Maytenus buchanii, Melaleuca leucadendra, Petalostigma quadriloculare, Populus alba, Populus canescens, Populus deltoides, Salix babylonica, Salix tetrasperma, Salix warburgii, Scolopia chinensis, Scolopia oldhami, Scolopia scolopia, Smilax tetragona, Tridax procumbens, Trimeria grandifolia, Xylosma racemosa.

## Écologie et distribution
Phalanta phalantha est présent en Afrique sub-saharienne, à Madagascar, sur l'ile Maurice, à La Réunion et aux Comores, dans le sud de l'Asie, en Inde, en Malaisie, au Sri Lanka, en Birmanie, à Ceylan, dans le sud de la Chine et à Taïwan, au Japon, aux Philippines et en Australie.

### Biotope
Divers milieux lui conviennent à condition qu'une plante hôte pour sa chenille soit présente, comme dans les parcs et jardins en Australie.

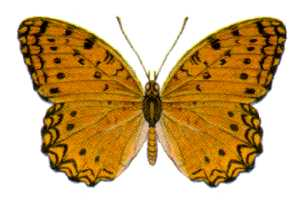
Phalanta phalantha araca.

### Protection
Pas de statut de protection particulier.

## Philatélie
Le Lesotho a émis un timbre en 1986.